# Francesco Borgongini-Duca
Francesco Borgongini Duca (26 de fevereiro de 1884 - 4 de outubro de 1954) foi um cardeal italiano da Igreja Católica que serviu como núncio apostólico na Itália de 1929 a 1953, e foi elevado ao cardeal em 1953 pelo Papa Pio XII.

## Biografia
Borgongini Duca nasceu em Roma e estudou no Pontifício Seminário Romano, onde obteve seus doutorados em teologia e em direito civil e canônico. Ele foi ordenado ao sacerdócio em 22 de dezembro 1906, e, em seguida, ensinou teologia, tanto no Pontifício Colégio Norte-Americano e na Pontifícia Urbaniana Athenaeum De Propaganda Fide de 1907 a 1909. Ele foi favoravelmente impressionado com um seminarista jovem americano chamado Francis Spellman, quem Duca viria a ajudar na consagração como bispo auxiliar de Boston em 1932.
Borgongini Duca entrou para o serviço da Cúria Romana ao tornar-se funcionário da Penitenciária Apostólica em 1909, da qual se tornou secretário em 24 de fevereiro de 1917. Foi elevado ao posto de secretário-geral de Sua Santidade em 2 de março de 1917 e nomeado Pro-Secretário da Sagrada Congregação para Assuntos Eclesiais Extraordinários em 28 de junho de 1921, tornando-se secretário pleno em 14 de outubro de 1922 (o Papa era o chefe nominal daquele dicastério). Ele foi feito um Prelado Nacional de Sua Santidade (7 de julho de 1921) e protonotário apostólico (11 de janeiro de 1927) antes de ser nomeado para a comissão para negociar o Tratado de Latrão.
Em 7 de junho de 1929, foi nomeado arcebispo titular de Heráclea, em Europa, pelo Papa Pio XI. Ele recebeu sua consagração episcopal no dia 29 de junho seguinte do cardeal Pietro Gasparri, com o arcebispo Carlo Cremonesi e o bispo Agostino Zampini, OSA, servindo como co-consagradores, no Salão das Bençãos na Basílica de São Pedro. Duca foi nomeado Núncio Apostólico na Itália, o primeiro depois do Tratado de Latrão, no dia seguinte, em 30 de junho. Além de suas funções diplomáticas, ele também foi feito administrador pontifício da Basílica de São Paulo Fora dos Muros, em 1º de abril de 1933, e da Basílica de Nossa Senhora de Loreto, em 25 de março de 1934.
No início de 1937, ele concedeu a Rosa de Ouro à rainha Helena da Itália, por ocasião do seu quadragésimo aniversário de casamento com Vítor Emanuel III. Durante a Segunda Guerra Mundial, Benito Mussolini entrou em choque com Duca sobre a questão de restringir os judeus convertidos ao catolicismo. Em 1952, ele escreveu As Setenta Semanas de Daniel e a Data Messiânica, em que ele determinou a data da crucificação de Jesus em 7 de abril de 30 dC, usando as profecias criptográficas contidas no Livro de Daniel. Papa Pio XII criou-o Cardeal-Sacerdote de Santa Maria em Vallicella no consistório de 12 de janeiro de 1953, após o que deixou de ser núncio.
O cardeal Duca morreu de um problema cardíaco em seu apartamento no Palácio do Santo Ofício, em Roma, aos 70 anos, tendo também recebido a extrema-unção. Ele foi inicialmente enterrado na capela da Sagrada Congregação da Propaganda Fide, mas seus restos mortais foram posteriormente transferidos para a igreja de San Salvatore em Ossibus, na Cidade do Vaticano.